# Feria de Almería

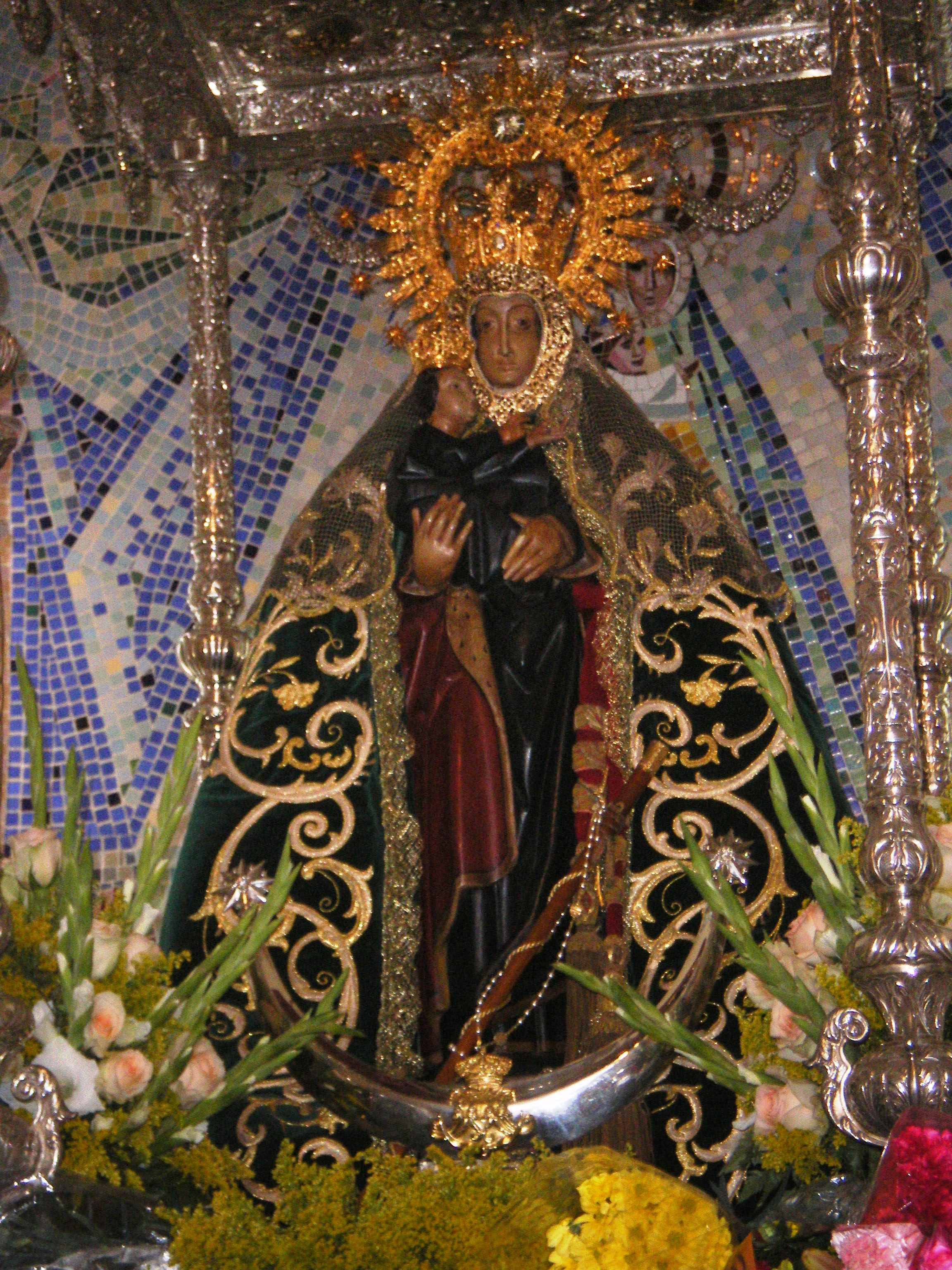
La Virgen del Mar, patrona de Almería.

La Feria de Almería es la fiesta grande de la ciudad española de Almería capital de la provincia homónima en la comunidad de Andalucía, España. Esta tiene lugar a partir de la segunda quincena del mes de agosto, comenzando concretamente dos viernes antes al último domingo de agosto, en honor a la patrona de Almería, la Virgen del Mar, tiene una duración de 9 días, se ubica en un recinto justo al lado del río Andarax.

## Celebraciones religiosas
A lo largo de la feria, se celebran una serie de cultos y actos solemnes en honor a la Virgen del Mar. 
La agenda es un septenario en la que hay Misas y rezos de rosario todas las tardes. Las fiestas comienzan con un pregón de exaltación de la Virgen del Mar. Todas las tardes se celebran Misas y Rezos de Rosarios, así como Exaltaciones e Himnos, donde cada día acuden invitados Hermandades, grupos religiosos y otras personalidades de la sociedad civil. Tanto el Ayuntamiento de Almería como Diputación envían representantes a los actos. 
El último sábado de feria, por la mañana se produce una ofrenda floral en honor a la Virgen. El domingo, se realiza una procesión en su honor por las calles de la ciudad, seguida por miles de fieles. 

## Actividades
Entre los diferentes actos y actividades que tienen lugar en estos días destaca:

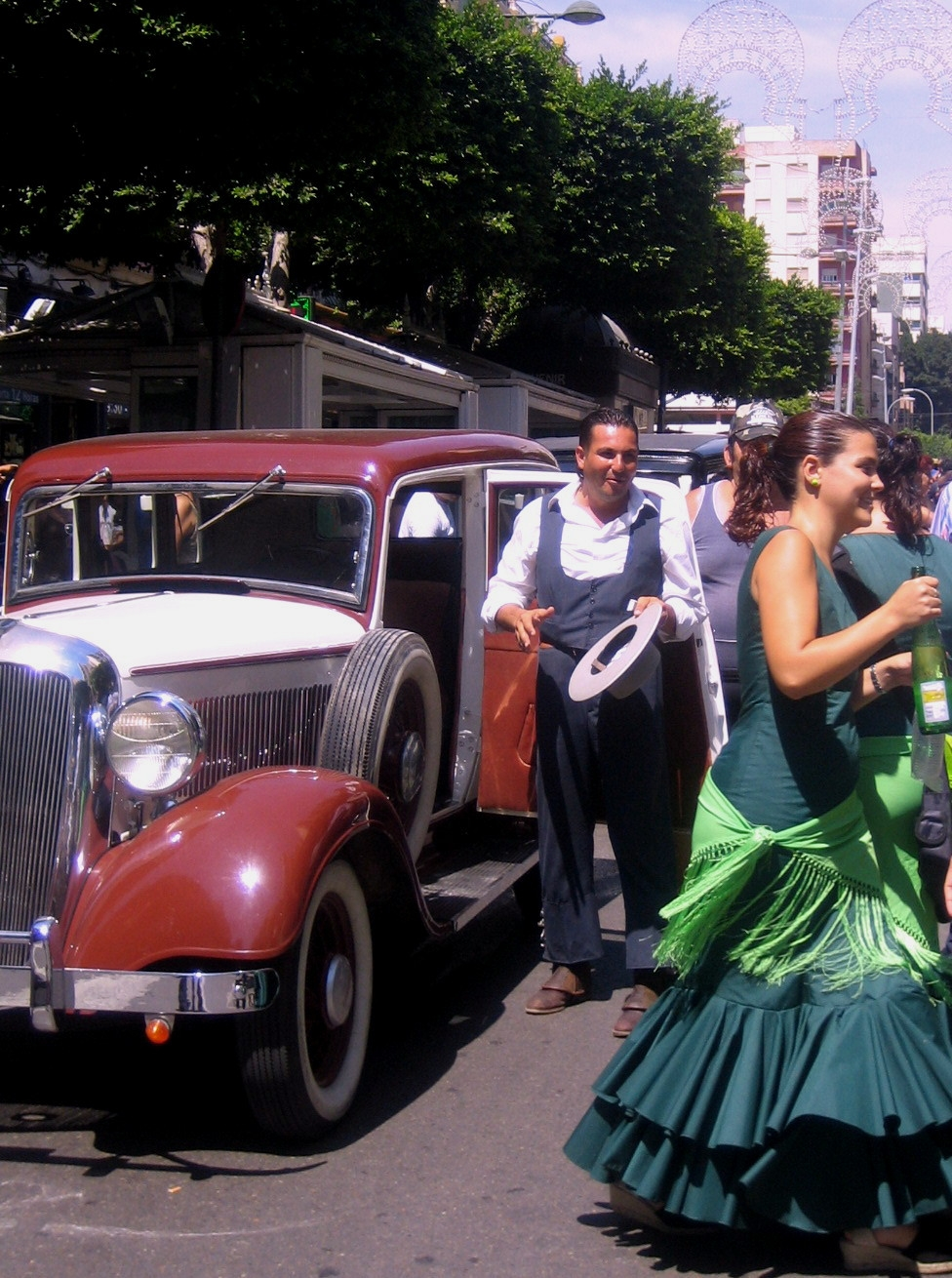
Feria del mediodía.

Los principales actos de la feria son:
- Los fuegos artificiales, que tienen lugar a las doce de la noche de los dos sábados de feria y el miércoles en la playa de la ciudad.
- Desde 1992, se desarrolla la Feria de Alfarería Popular, conocida como Alfaralmería, que comienza el miércoles de feria y dura hasta la clausura de la misma. En ella se suelen reunir alfareros procedentes de toda España, Marruecos y Portugal. En ella hay puestos para la compra de artesanía, así como la celebración de talleres. [5]
- La noche en el recinto ferial, con su gran cantidad de casetas, algunas de entrada libre, y las atracciones mecánicas y puestos ambulantes.

### Musicales
Festival Flamenco de Almería, de reconocido prestigio nacional, celebrado desde 1966. 
Desde 2018 se celebra el Cooltoral Fest, un festival de música Pop al cual acuden grupos de relevancia nacional y que se desarrolla durante 4 días el primer fin de semana de la feria de Almería. Hay varios escenarios repartidos por toda la ciudad, habiendo algunos conciertos de carácter gratuito. 
Durante la feria, en el recinto de conciertos del ferial, se desarrollan conciertos de artistas de fama nacional o internacional. 

### Culturales
La Diana de gigantes y cabezudos. Este desfile tiene lugar durante los días de feria. Como lo dicta la antigua tradición, doce gigantes y sus veinticuatro correspondientes cabezudos recorren cada mañana, uno o varios barrios de Almería, animados por una famosa charanga. Esta charanga se interpreta por un grupo de músicos que acompañan a los participantes y animan el desfile durante todo el día. Los cabezudos se visten de una gran cabeza que representa un personaje. Generalmente, los personajes representados suelen ser figuras históricas que decoran al desfile de colores vivos y variados.
La batalla de flores es un desfile de carrozas, donde se reparten 20.000 claveles, 10.000 rojos y 10.000 blancos. Las carrozas van acompañadas de desfiles de gigantes y cabezudos, mujeres con el traje de faralaes, música y miembros de grupos folclóricos.
El Festival Internacional de Folclore, celebrado desde 1985, reúne a diversos grupos de folclore de todo el mundo, donde realizan actuaciones musicales y de bailes, ataviados de los trajes típicos de los diferentes países. 
Desde 2014 se celebra el Concurso de Indumentaria Tradicional de Almería, promovido por grupos folclóricos locales y asociaciones en defensa del patrimonio almeriense, que querían recuperar el traje típico almeriense de refajona y zaragüeles usado históricamente, en detrimento del traje de sevillana. Aunque este festival es reciente, a lo largo del siglo XX, la feria ha acogido otros certámenes relacionados con la puesta en valor de la indumentaria tradicional almeriense. 

### Deportivas
Desde 1896 se desarrolla el Torneo de Feria de Frontón de Almería, una de las actividades más antiguas que se celebran. Se desarrolla en varias jornadas en el Frontón Andarax de la capital, y cuenta con partidos de diversas categorías por edad, y distintas modalidades: mano, herramienta o frontenis. Es desarrollado por la Federación Andaluza de Frontón con la colaboración del Patronato Municipal de Deportes. 

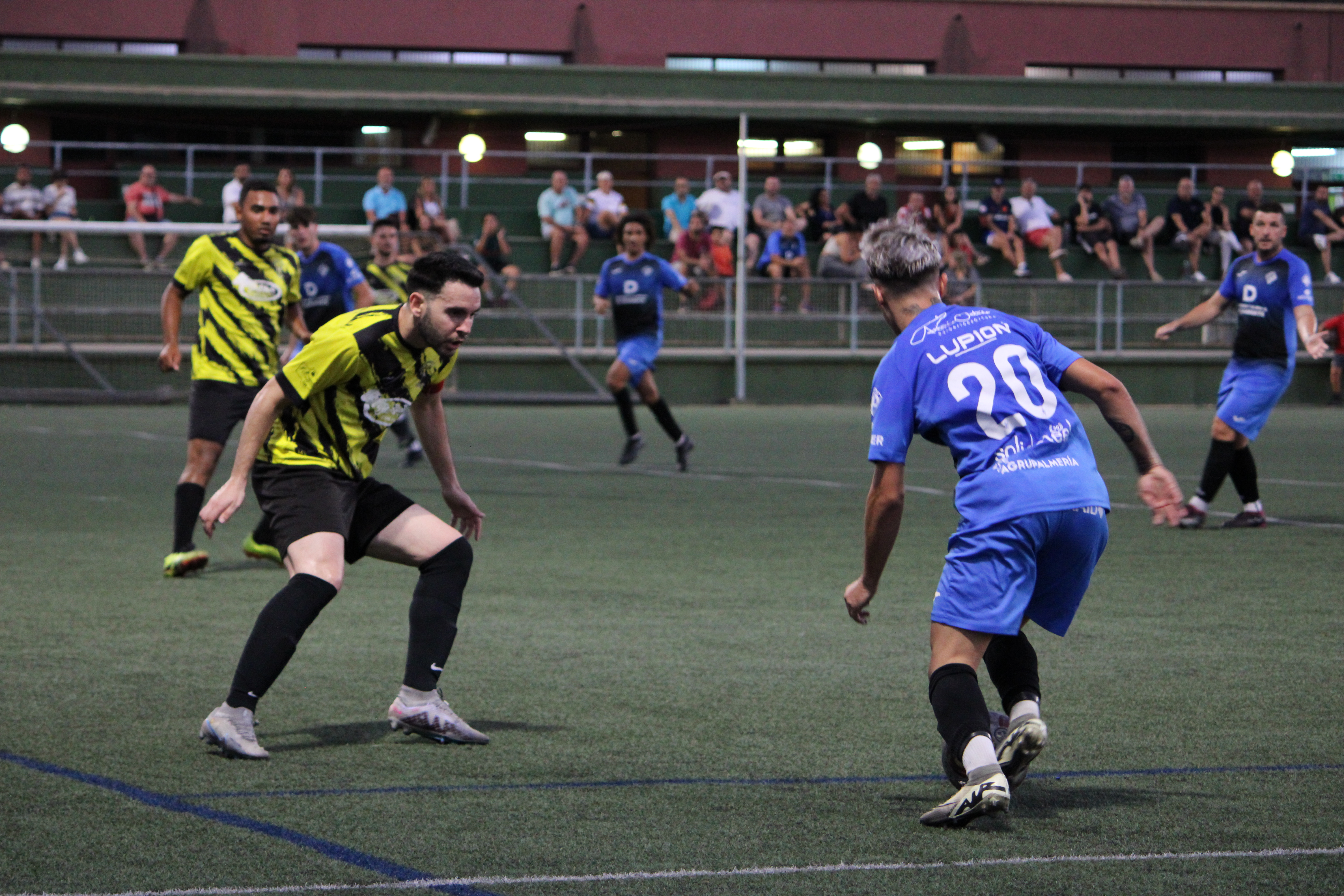
Partido del VI Trofeo de Feria organizado por el Polideportivo Almería

En cuanto a fútbol se realizan diferentes competiciones. Desde la década de 1950 el Plus Ultra C.F ha desarrollado un trofeo de Feria, cambiando el nombre a lo largo del siglo XXI. 
Desde 1971 a 1992, se desarrolló el Trofeo Ciudad de Almería, donde participaron la Agrupación Deportiva Almería y el Club Polideportivo Almería.  En 2017 el CP Almería recupera el Trofeo de Feria, haciéndolo su partido de presentación. 
A nivel juvenil desde 2013 se realiza el trofeo de feria "Juan Oncala" organizado por el CD La Cañada y el Ayuntamiento de Almería, contando con equipos como la UD Almería, Real Madrid Juvenil, Villareal C.F o Valencia C.F entre otros. 
Desde 1.982 se realiza la "Travesía a Nado Carlos Tejada", que consta de 4 niveles: 400, 800, 1.000 y 2.000 metros. Históricamente contabilizaba para campeonatos de España, cuenta ahora para la  Copa Open de Travesías de FANDDI y el Circuito Provincial de Travesías a Nado. 
También se desarrollan todo tipo de torneos deportivos como Boxeo, Ajedrez, bádminton o Tiro olímpico. 

### Otras actividades
La plaza de toros de Almería, inaugurada en 1889, es famosa por la gran cantidad de mantones de Manila que la adornan durante la corrida y por ser la cuna de la tradición de la merienda, que se realiza entre el tercer y cuarto toro de la tarde. Se desarrolla una serie de actividades taurinas a lo largo de la feria.
Desde 2018, por el Paseo de Almería, se realizan una serie de desfiles de caballos y de carrozas, con caballos engalanados, jinetes y carrozas vestidos con trajes típicos y enganches enlucidos. 

## Curiosidades
Cuando los componentes de la banda de rock anglo-irlandesa The Pogues estuvieron en Almería coincidieron con esta celebración, en la que se inspiraron para componer su tema "Fiesta", uno de sus más destacados éxitos. 

## Feria de la noche

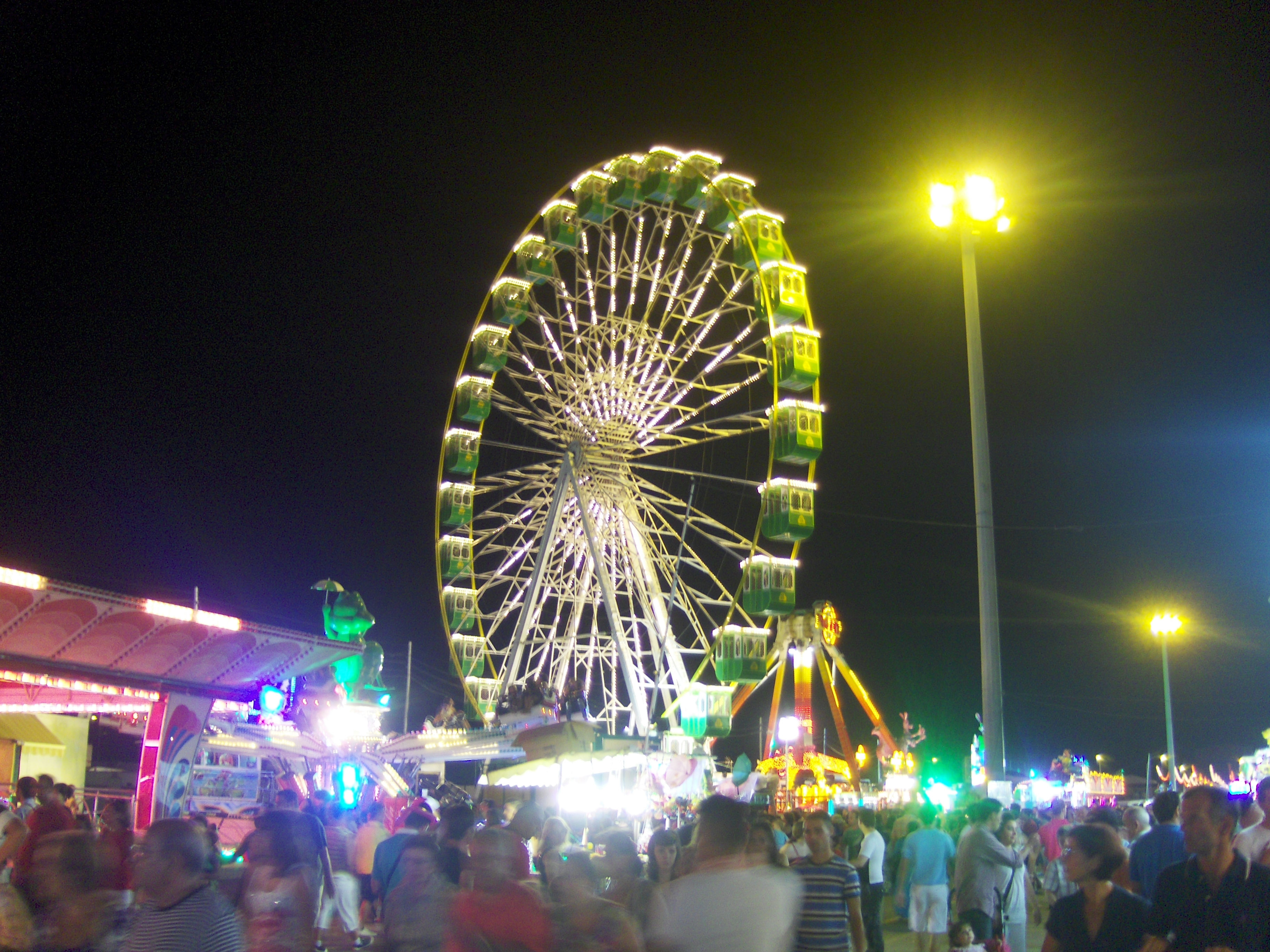
Noria durante la Feria de Almería

Se realiza en el Recinto Ferial de la Vega de Acá, junto al Estadio de los Juegos Mediterráneos, y tiene lugar entre los dos últimos sábados del mes de agosto y abre aproximadamente desde las 8 de la tarde hasta las 6 de la madrugada.
El recinto se organiza según las actividades que se desarrollan: atracciones, restauración, puestos...
Existe un conjunto de atracciones dedicadas tanto para adultos, como para niños y familia completa. Cada atracción cuesta subirse alrededor de 3 euros menos el día del niño (miércoles) que cuesta 1,50 euro cada una. 
También existen numerosos puestos de comida rápida, comida tradicional, bebidas, tómbolas y otros servicios como venta de bisutería, juguetes, y ropa, entre otros.

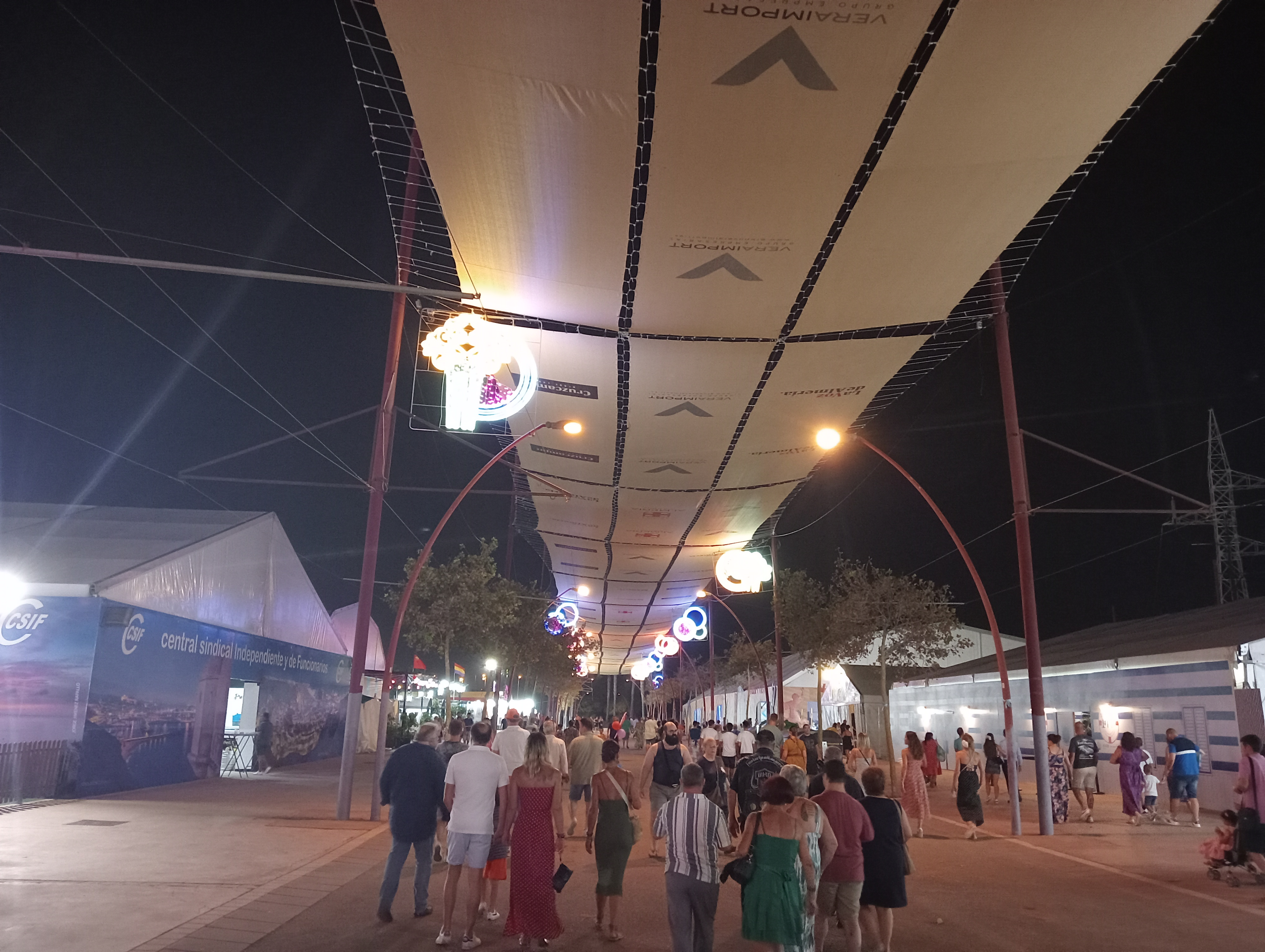
Zona de las casetas de restauración en el recinto ferial

Las casetas están organizadas por empresas, asociaciones culturales o partidos políticos. Se dividen entre las tradicionales que ofrecen servicios de restauración, espectáculos musicales, de flamenco, bailes y otras actividades folclóricas, y por otro lado, las que realizan funciones de discoteca, con servicio de bebidas, conciertos, música y abiertas hasta la madrugada. 

### Autobuses urbanos con horario especial
Durante toda la feria hay un servicio de autobús con horario especial, que parte desde diversas partes del término municipal hacia el Recinto Ferial. Los servicios empiezan a las 20:00, finalizando a las 7 de la mañana del día siguiente. La frecuencia oscila entre los 11 y los 25 minutos, en función de la franja horaria y la demanda.
El billete tiene un precio especial, un poco más elevado que el ordinario. Las líneas son las siguientes: 
- F1: Circular Norte-Sur.

- F2: Circular Sur- Norte.

- F3: Pescadería- Recinto Ferial.

- F4: Piedras Redondas- Recinto Ferial.

- F5: El Alquián- Recinto Ferial.

- F6: Retamar- Recinto Ferial.

- F7: Torrecárdenas- Recinto Ferial.

- F8: Cruz Roja- Recinto Ferial.

## Feria del mediodía

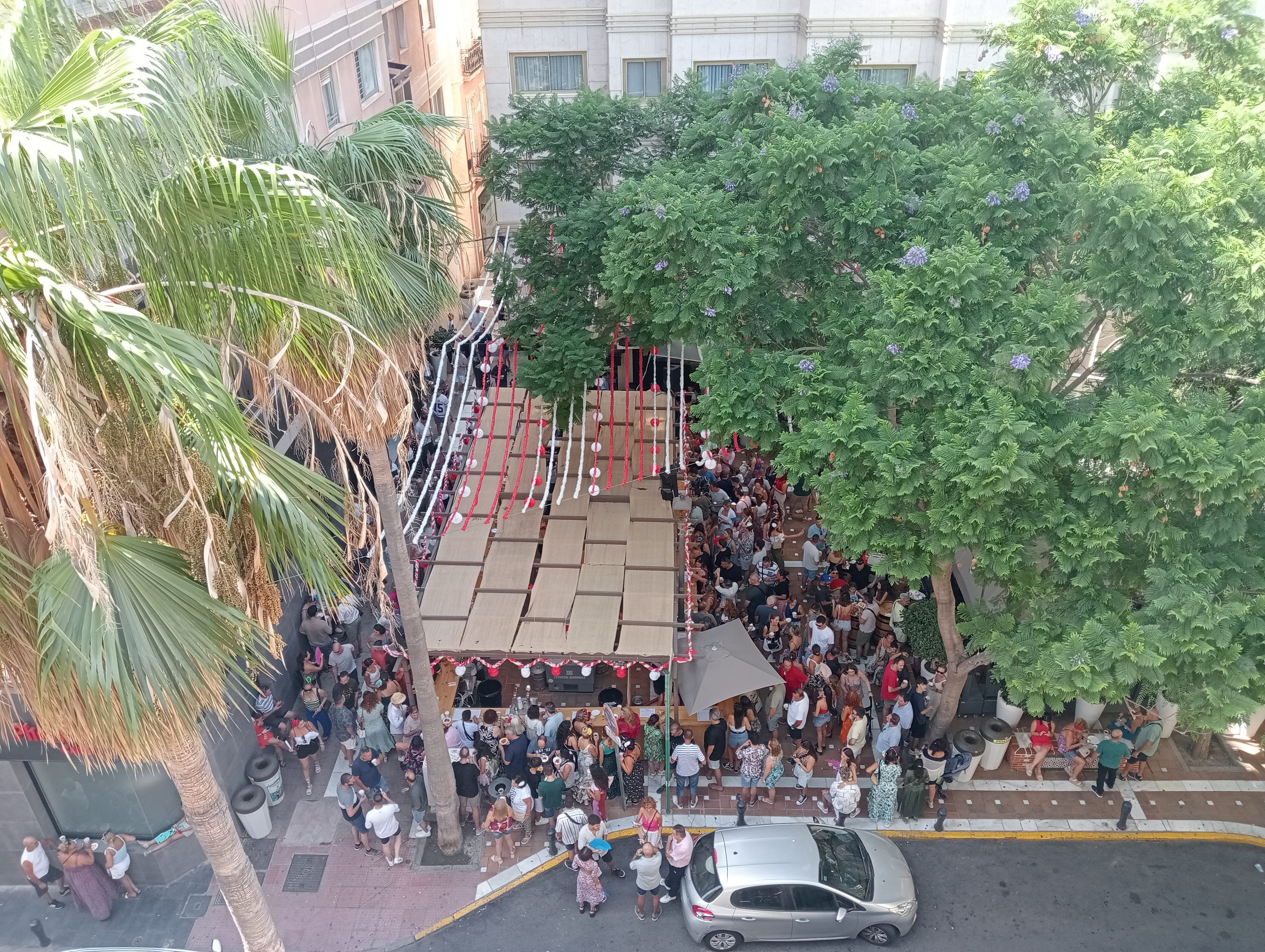
Ambigú ubicado en la Plaza Flores

Un rasgo distintivo de la Feria de Almería es la Feria del mediodía que se sitúa en el centro de la ciudad en torno al Paseo de Almería y otras ubicaciones del centro. Abre desde las 12 del mediodía hasta las 5 de la tarde.  

Se compone de varios bares conocidos como «ambigús» puestos a pie de calle con música, baile y actuaciones en vivo por todo el centro de Almería, donde se degusta cerveza, vino y tapas tradicionales. Los bares y restaurantes de la zona engalanan sus terrazas con farolillos o banderolas y algunas ponen música. Las mujeres suelen ir vestidas de faralaes y llevar un clavel en el pelo.  
La Feria del Mediodía va acompañada de actividades para dinamizar como charangas y pasacalles que van pasando por los diferentes ambigús.  
Tiene una duración de 8 días y se celebra a la misma vez que las atracciones de noche y casetas.